# Fredrik Espmark
Måns Fredrik Espmark (* 29. Januar 1970 in Ekerö) ist ein schwedischer ehemaliger Fußballspieler. Der Abwehrspieler lief für AIK in der Allsvenskan auf, ehe er verletzungsbedingt frühzeitig seine Karriere beendete. Er ist ein Neffe des Schriftstellers Kjell Espmark, der zeitweise der Svenska Akademien vorstand.

## Werdegang
Espmark begann mit dem Fußballspielen in der Nachwuchsabteilung des Ekerö IK. 1980 wechselte er in den Nachwuchsbereich des für seine Jugendarbeit bekannten Klub IF Brommapojkarna. Hier durchlief er die einzelnen Jugendmannschaften und rückte Ende der 1980er Jahre in den Kader der in der zweithöchsten Spielklasse antretenden Wettbewerbsmannschaft auf. Nachdem er seinen Wehrdienst abgeleistet hatte, stieg er in der Spielzeit 199 zum Mannschaftskapitän auf. Bereits im Saisonverlauf verpflichtete ihn AIK-Trainer Tommy Söderberg für den Erstligisten.
Als Espmark Anfang 1994 seinen Dienst bei AIK antrat, war mittlerweile Hans Backe als Trainer für die Betreuung der Mannschaft verantwortlich. Aufgrund der höheren Trainingsintensität im Vergleich zu seiner vorherigen Spielstation schaffte Espmark nicht auf Anhieb den Anschluss bei seinem neuen Verein und kam zunächst als Einwechselspieler zu seinen ersten Einsätzen in der schwedischen Eliteserie. Zudem hatte er einige unglückliche Szenen im Saisonverlauf, als er mehrfach Strafstöße verschuldete und im Spiel gegen IFK Göteborg die rote Karte sah. In der Spielzeit 1995 lief es für ihn besser, als Erik Hamrén als neuer Trainer Backe an die Seite gestellt wurde und die beiden ein Trainer-Duo bildeten. Er etablierte sich als Außenverteidiger auf der linken Abwehrseite an der Seite von Johan Mjällby, Gary Sundgren, Magnus Hedman und Dick Lidman in der Stammformation des Klubs. Bis zum Ende der Spielzeit, die der Klub als Tabellenachter beendete, stand er in 21 der 26 Saisonspiele auf dem Spielfeld. Nach Saisonende lief er zudem beim 10:0-Zweitrundenerfolg gegen den Syrianska FC im Svenska Cupen auf. 
Nachdem Espmark immer wieder Probleme mit seiner Leiste hatte, wurde er im Spätherbst nach Saisonende genauer untersucht. Dabei wurde festgestellt, dass das Hüftgelenk einerseits aufgrund eines angeborenen Hüftschadens und andererseits aufgrund der hohen Belastung ermüdet war. Somit musste er seine aktive Karriere beenden und war lediglich Zuschauer, als die Mannschaft durch ein Tor von Pascal Simpson am Ende des Pokalwettbewerbs im Mai des folgenden Jahres nach einem 1:0-Endspielerfolg über Malmö FF den Titel holte. Nach seinem Karriereende wechselte er in die Werbewirtschaft.